# Ontvetten
Onder het begrip ontvetten wordt het losmaken en verwijderen van verontreinigingen die bestaan uit oliën, vetten en los vuil verstaan. De eisen qua reinigingsgraad kunnen sterk verschillen en ook de te verwijderen oliën en vetten kunnen variëren, daarom zal de optimale ontvettingsmethode verschillen.
Effectieve reinigingsmiddelen hebben de volgende eigenschappen:
- Een lage oppervlaktespanning (zodat zij oneffenheden en kieren kunnen doordringen)
- Een lage viscositeit (zodat het reinigingsmiddel hoge kruipeigenschappen heeft en alles goed kan doordringen)
- Een hoog soortelijk gewicht (zodat lichtere materialen gemakkelijk kunnen worden verplaatst)
- Volledige oplosbaarheid of volledige onoplosbaarheid van de vervuiling (zodat zij kunnen verdunnen of de vervuiling kunnen verdringen)

Ontvetten wordt zowel in de dagelijkse huishoudelijke schoonmaak als in de industriële schoonmaak toegepast.

## Ontvetten in de industrie
Bij veel productieprocessen treft men reinigingsbewerkingen aan in de bewerkingsreeks. Niet altijd is één reinigingsbewerking voldoende. Soms moet men twee of meer reinigingsbewerkingen uitvoeren om tot de gewenste reinheidsgraad te komen. Of meer reinigingsbewerkingen noodzakelijk zijn, is niet alleen afhankelijk van de gewenste reinheidsgraad, maar ook van het type en van de mate van vervuiling van het voorwerp. Grof voorreinigen voert men uit wanneer grote hoeveelheden vuil en vet moeten worden verwijderd. Afhankelijk van de eisen die men stelt, kan wat voor het ene product een tussenreiniging is voor het andere product een eindreiniging zijn. Bij een eindreiniging worden de laatste resten vet verwijderd. De mate van toelaatbare restanten vet op het product hangt weer af van het gebruiksdoel.
Gebruikelijke industriële methoden om te ontvetten zijn:
- Solventreiniging
- Waterige reiniging

### Solventreiniging
Solventreiniging is het gebruiken van organische oplosmiddelen op koolwaterstofbasis voor het verwijderen van oliën, vetten en los vuil. Solventreiniging kan worden onderverdeeld in:
- Dampontvetten
- Koudontvetten

Het reinigen met organische oplosmiddelen op kamertemperatuur wordt koudontvetten genoemd. Het komt veel voor in de industrie, de agrarische sector en de transportsector.
De keuze voor een oplosmiddel is gebaseerd op de oplosbaarheid van de substantie die verwijderd moet worden, toxiciteit, ontvlambaarheid, vlampunt, verdampingssnelheid, kookpunt, de kosten en een aantal andere eigenschappen van het oplosmiddel. De oplosbare vetten en oliën worden moleculair in het oplosmiddel verdeeld. Onoplosbare deeltjes die in de vetlaag aanwezig zijn, zoals stof en slijpkorrels, worden mechanisch door het oplosmiddel afgespoeld.

### Waterige reiniging
Water is het ideale oplosmiddel voor vervuiling die ub water oplosbaar is, zoals bijvoorbeeld alcoholen (glycerine) en carbonzuren. Over het algemeen kan gesteld worden dat oliën of vetten, die van ruwe olie afkomstig zijn (koolwaterstofverbindingen), hydrofoob zijn en dus niet als zodanig in water oplossen. Als de oliën of vetten synthetisch of plantaardig zijn, dan kunnen zij in water oplosbaar zijn. Waterige reinigingsmiddelen zijn juist ontwikkeld om ook niet-wateroplosbare vetten en oliën te verwijderen.
De ontwikkeling en het gebruik van waterige reinigingsmiddelen is versneld door een strengere milieu en veiligheidswetgeving ten aanzien van het reinigen met oplosmiddelen. Over het algemeen kunnen waterige reinigingsmiddelen in drie categorieën onderverdeeld worden: zure, alkalische of pH-neutrale reinigingsmiddelen. De toegepaste waterige systemen voor het reinigen en ontvetten zijn vooral alkalische en neutrale tot zwak-alkalische middelen, bekend als de neutraalreinigers. Neutraalreinigers hebben over het algemeen een duidelijk minder vetoplossend vermogen dan alkalische reinigers. Zure reinigers worden voornamelijk gebruikt om metalen oppervlakken te beitsen en metaaloxiden te verwijderen.
De waterige reinigingsmiddelen worden vaak in combinatie met verhitting en mechanische beweging (schuren of schrobben) toegepast om het gewenste resultaat te bereiken. Naast de temperatuur en beweging, heeft de duur van het reinigingsproces en de concentratie van het reinigingsmiddel invloed op het resultaat. In veel gevallen moeten de onderdelen gespoeld en gedroogd worden omdat waterige reinigingsmiddelen zeer langzaam verdampen.